# Episodi di Based on a True Story (seconda stagione)
La seconda stagione della serie televisiva Based on a True Story, composta da otto episodi, è stata pubblicata il 21 novembre 2024, su Peacock negli Stati Uniti.
In Italia è stata pubblicata il 9 maggio 2025 su RaiPlay.
| nº | Titolo originale      | Titolo italiano                   | Pubblicazione USA | Pubblicazione Italia |
| -- | --------------------- | --------------------------------- | ----------------- | -------------------- |
| 1  | Liquid Gold           | Oro liquido                       | 21 novembre 2024  | 9 maggio 2025        |
| 2  | Control F for Murder  | Digita Control F "Omicidio"       | 21 novembre 2024  | 9 maggio 2025        |
| 3  | Relapse               | La ricaduta                       | 21 novembre 2024  | 9 maggio 2025        |
| 4  | Y'all Ready for This? | Siete pronti a divertirvi?        | 21 novembre 2024  | 9 maggio 2025        |
| 5  | Double Fault          | Doppio errore                     | 21 novembre 2024  | 9 maggio 2025        |
| 6  | Based on a Drew Story | Identità svelata                  | 21 novembre 2024  | 9 maggio 2025        |
| 7  | Shotgun Wedding       | Matrimonio riparatore             | 21 novembre 2024  | 9 maggio 2025        |
| 8  | This Week's Guest     | L'ospite di questa settimana è... | 21 novembre 2024  | 9 maggio 2025        |